# Zara Phillips
Zara Anne Elizabeth Tindall, nata  Phillips (Londra, 15 maggio 1981) è una cavallerizza britannica, figlia della principessa reale Anna e del suo primo marito, il capitano Mark Phillips. È la seconda nipote della regina Elisabetta II e di Filippo di Edimburgo, nonché nipote del re Carlo III.
Vincitrice nel 2006 del campionato mondiale di sport equestri ad Aquisgrana, è stata votata dalla BBC come personaggio sportivo dell'anno 2006, stesso riconoscimento che vinse sua madre Anna nel 1971; è inoltre membro dell'Ordine dell'Impero Britannico dal 2007 per i suoi traguardi raggiunti nell'equitazione. Alle Olimpiadi di Londra 2012 ha vinto una medaglia d'argento nel concorso completo a squadre con il cavallo High Kingdom.
Nonostante sia diretta discendente della regina Elisabetta, non è stata insignita di alcun titolo nobiliare, rimanendo quindi un membro minore della famiglia reale britannica. Zara è 22ª nella linea di successione al trono del Regno Unito.
Ha un fratello maggiore, Peter Phillips, e due sorellastre, Felicity Tonkin, figlia di Mark Phillips e della sua amante Heather Tonkin, e Stephanie Phillips, figlia del padre dal secondo matrimonio con Sandy Pflueger.

## Biografia

### Infanzia
Zara è nata nella clinica privata di St. Mary a Paddington, Londra, e ha ricevuto il sacramento del battesimo il 27 luglio del 1981. Suoi padrini e madrine furono lo zio materno il principe Andrea, la contessa di Lichfield, Lady Helen Stewart (moglie di Sir Jackie Stewart), Andrew Parker Bowles (al tempo, marito di Camilla Shand) e Hugh Thomas (cavaliere britannico).
Zara cominciò il suo corso di educazione scolastica a Minchinhampton, passando per la Beaudesert Park School e la Port Reigis Park School, successivamente si iscrisse alla Gordonstoun. Si è poi iscritta all'Università di Exeter e si è laureata in fisioterapia. Durante il suo periodo di attività scolastica si dedicò agli sport eccellendo nell'hockey su prato, nell'atletica e nella ginnastica.

### Attività equestre

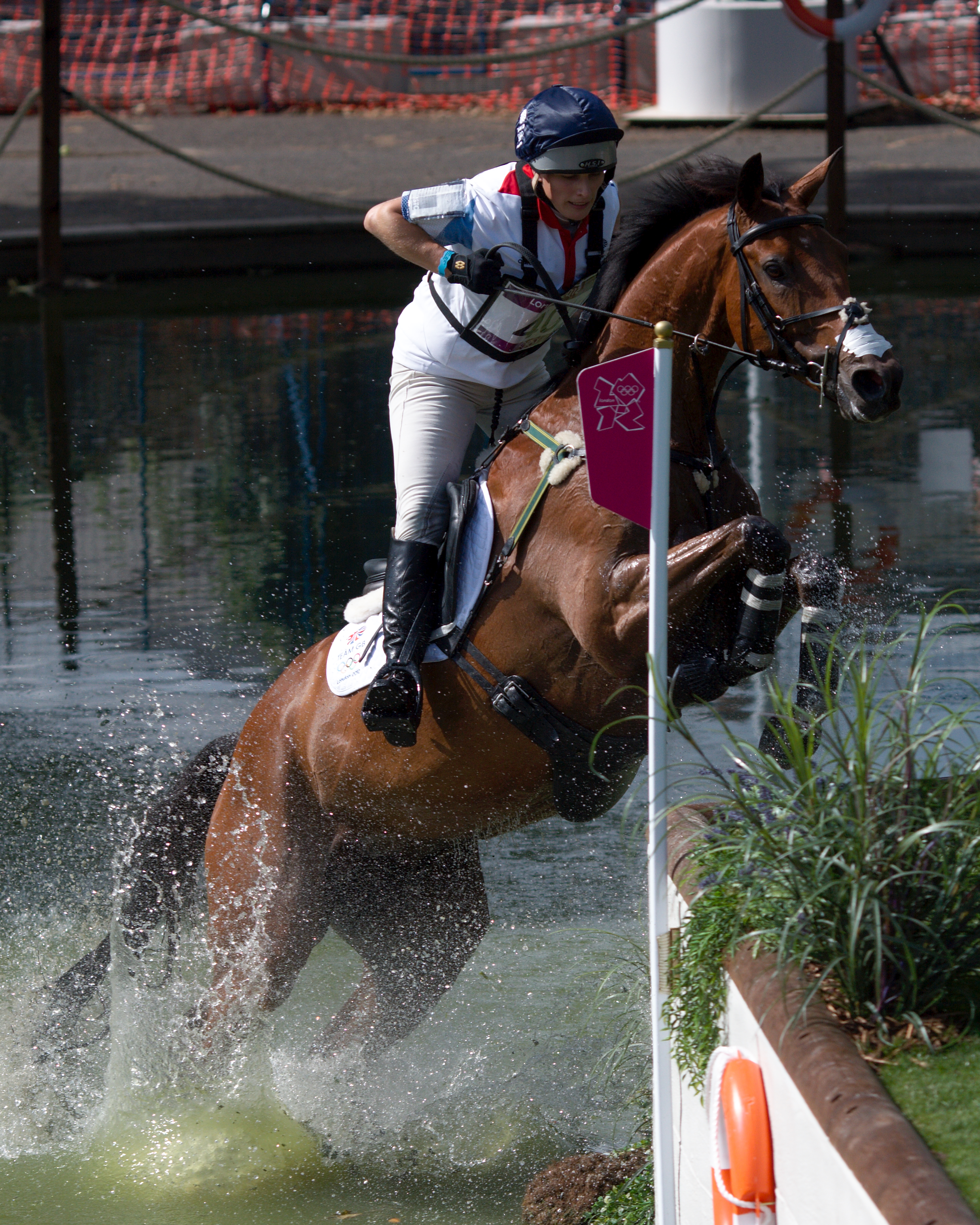
Zara Phillips compete con High Kingdom per le Olimpiadi di Londra nel 2012

Zara è sempre stata un'appassionata di cavalli e si è distinta per le sue capacità equestri vincendo molti concorsi internazionali, influenzata dalla passione della madre e di molti altri reali per questo sport. Ha ottenuto l'abilitazione di Fisioterapista Equina all'Università di Exeter. Nel giugno 2003 ha firmato un accordo con la Cantor Index per autofinanziare il mantenimento della sua passione sportiva. Nel 2004 ha esordito con la sua squadra al Concorso Internazionale Equestre di Windsor.
Avrebbe voluto partecipare alle Olimpiadi di Atene, ma il suo cavallo ha subito un infortunio durante l'allenamento e ha dovuto rinunciare a partecipare. Insieme al suo stallone preferito, Toytown, ha vinto l'oro nel 2005 a Blenheim per la competizione europea nella categoria individuale, e nel 2006 l'argento per quella a squadre nel Campionato Mondiale Equestre tenutosi ad Aquisgrana, Germania. Pur avendo ottenuto buoni risultati anche negli Europei del 2007 svoltisi in Italia, non è riuscita a mantenere il titolo individuale a causa di un problema nella fase di salto del suo destriero.
Fu annunciato che Zara avrebbe partecipato ai giochi olimpici di Pechino ma fu costretta a ritirarsi a causa di un malore del suo stallone Toytown durante l'allenamento, che aveva già accusato nel 2004 facendole rinunciare alla competizione olimpica ateniese. Il 25 ottobre del 2008, Zara è caduta dal suo cavallo, Tsunami II, durante una competizione in Francia e ha riportato la frattura della clavicola destra. Il cavallo, dopo esser atterrato malamente su una siepe, si è fratturato alcune vertebre e ne è stato deciso l'abbattimento immediato.
Alle Olimpiadi di Londra 2012 ha vinto una medaglia d'argento nel concorso completo a squadre con il cavallo High Kingdom. Nel 2014 faceva parte della squadra che ha vinto la medaglia d'argento ai campionati mondiali di equitazione in Normandia nel concorso completo a squadre.
Zara ha smesso di utilizzare il suo cognome da nubile nel marzo 2016. Alle Olimpiadi di Rio 2016 ha per la prima volta partecipato utilizzando il cognome da coniugata, Tindall.

### Vita privata

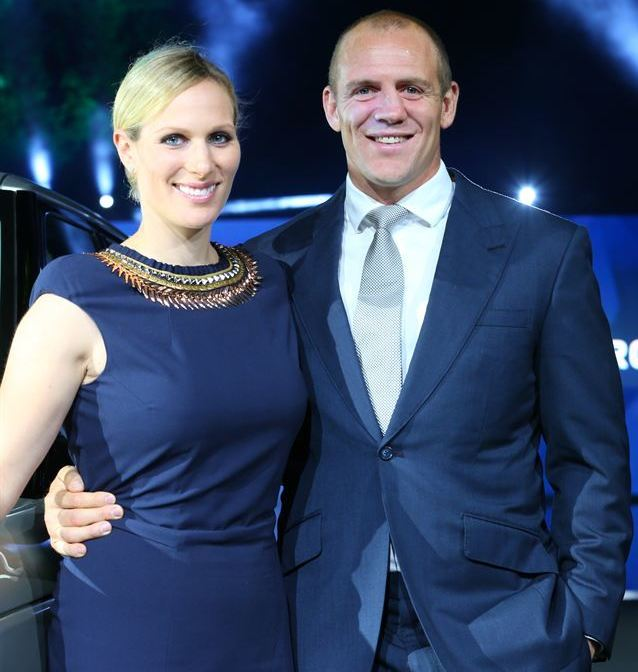
Zara Phillips con il marito Mike Tindall nel 2012

Dal 30 luglio 2011 Zara è sposata con l'ex rugbista Mike Tindall, campione del mondo 2003 con l'Inghilterra; conosciutisi in Australia durante la Coppa del Mondo di rugby 2003, annunciarono il loro fidanzamento ufficiale il 21 dicembre 2010. 
Zara durante il matrimonio ha indossato la tiara della sua bisnonna Alice di Battenberg.
La coppia ha tre figli: Mia Grace, nata il 17 gennaio 2014, Lena Elizabeth, nata il 18 giugno 2018, e Lucas Philip nato il 21 marzo 2021.

## Albero genealogico
|                                     |                              |                               | Genitori                                               |  |  | Nonni |  |  | Bisnonni                |  |  | Trisnonni                |  |
|                                     |                              |                               |                                                        |  |  |       |  |  | Joseph Herbert Phillips |  |  | William Garside Phillips |  |
|                                     |                              |                               |                                                        |  |  |       |  |  | Joseph Herbert Phillips |  |  | William Garside Phillips |  |
|                                     |                              | Emma Grundy                   |                                                        |  |  |       |  |  | Joseph Herbert Phillips |  |  |                          |  |
| Peter William Garside Phillips      |                              |                               |                                                        |  |  |       |  |  | Joseph Herbert Phillips |  |  |                          |  |
|                                     |                              | Dorothea Mary Land            | William Henry Land                                     |  |  |       |  |  |                         |  |  |                          |  |
|                                     |                              | Dorothea Mary Land            | William Henry Land                                     |  |  |       |  |  |                         |  |  |                          |  |
|                                     |                              | Dorothea Mary Land            | Kate Eliza Moore                                       |  |  |       |  |  |                         |  |  |                          |  |
| Mark Phillips                       |                              | Dorothea Mary Land            |                                                        |  |  |       |  |  |                         |  |  |                          |  |
|                                     |                              | John Gerhard Edward Tiarks    | John Gerhard Tiarks                                    |  |  |       |  |  |                         |  |  |                          |  |
|                                     |                              | John Gerhard Edward Tiarks    | John Gerhard Tiarks                                    |  |  |       |  |  |                         |  |  |                          |  |
|                                     |                              | John Gerhard Edward Tiarks    | Ada Constance Helen Harington                          |  |  |       |  |  |                         |  |  |                          |  |
| Anne Patricia Tiarks                |                              | John Gerhard Edward Tiarks    |                                                        |  |  |       |  |  |                         |  |  |                          |  |
|                                     |                              | Evelyn Florence Cripps        | Percy Roland Cripps                                    |  |  |       |  |  |                         |  |  |                          |  |
|                                     |                              | Evelyn Florence Cripps        | Percy Roland Cripps                                    |  |  |       |  |  |                         |  |  |                          |  |
|                                     |                              | Evelyn Florence Cripps        | Mary Howard Tripp                                      |  |  |       |  |  |                         |  |  |                          |  |
| Zara Anne Tindall                   |                              | Evelyn Florence Cripps        |                                                        |  |  |       |  |  |                         |  |  |                          |  |
|                                     | Andrea di Grecia e Danimarca | Giorgio I di Grecia           |                                                        |  |  |       |  |  |                         |  |  |                          |  |
|                                     | Andrea di Grecia e Danimarca | Giorgio I di Grecia           |                                                        |  |  |       |  |  |                         |  |  |                          |  |
|                                     | Andrea di Grecia e Danimarca | Olga Konstantinovna di Russia |                                                        |  |  |       |  |  |                         |  |  |                          |  |
| Principe Filippo, duca di Edimburgo | Andrea di Grecia e Danimarca |                               |                                                        |  |  |       |  |  |                         |  |  |                          |  |
|                                     |                              | Alice di Battenberg           | Luigi di Battenberg                                    |  |  |       |  |  |                         |  |  |                          |  |
|                                     |                              | Alice di Battenberg           | Luigi di Battenberg                                    |  |  |       |  |  |                         |  |  |                          |  |
|                                     |                              | Alice di Battenberg           | Vittoria d'Assia-Darmstadt                             |  |  |       |  |  |                         |  |  |                          |  |
| Anna, principessa reale             |                              | Alice di Battenberg           |                                                        |  |  |       |  |  |                         |  |  |                          |  |
|                                     |                              | Giorgio VI del Regno Unito    | Giorgio V del Regno Unito                              |  |  |       |  |  |                         |  |  |                          |  |
|                                     |                              | Giorgio VI del Regno Unito    | Giorgio V del Regno Unito                              |  |  |       |  |  |                         |  |  |                          |  |
|                                     |                              | Giorgio VI del Regno Unito    | Maria di Teck                                          |  |  |       |  |  |                         |  |  |                          |  |
| Elisabetta II del Regno Unito       |                              | Giorgio VI del Regno Unito    |                                                        |  |  |       |  |  |                         |  |  |                          |  |
|                                     |                              | Elizabeth Bowes-Lyon          | Claude Bowes-Lyon, XIV conte di Strathmore e Kinghorne |  |  |       |  |  |                         |  |  |                          |  |
|                                     |                              | Elizabeth Bowes-Lyon          | Claude Bowes-Lyon, XIV conte di Strathmore e Kinghorne |  |  |       |  |  |                         |  |  |                          |  |
|                                     |                              | Elizabeth Bowes-Lyon          | Lady Cecilia Cavendish-Bentinck                        |  |  |       |  |  |                         |  |  |                          |  |
|                                     |                              | Elizabeth Bowes-Lyon          |                                                        |  |  |       |  |  |                         |  |  |                          |  |